# リチャード・ダヴァロス
リチャード・ダヴァロス（Richard Davalos、1930年11月5日 - 2016年3月8日）は、ニューヨーク市出身のアメリカ合衆国の俳優。
ディック・ダヴァロスとクレジットされることもある。
女優のエリッサ・ダヴァロスは娘、その娘で女優のアレクサ・ダヴァロスは孫にあたる。
日本ではジェームズ・ディーン主演の映画『エデンの東』で演じた、主人公の双子の兄弟アーロン・トラスク役で知られる。

## 略歴
ニューヨーク市でフィンランド系とスペイン系の家庭に生まれる。
アーサー・ミラーの1955年の戯曲『A Memory of Two Mondays』で「Theatre World Award」を受賞。
2016年3月8日に85歳で死去。

## 私生活
1955年に女優のエレン（旧姓ファン・デル・フーフェン）と結婚し、2人の娘をもうける。長女エリッサは女優、次女ドミニクはミュージシャン。エリッサと写真家ジェフ・デュナスの間に生まれた娘は女優のアレクサ・ダヴァロスである。

## 主な出演作品
- エデンの東 East of Eden (1955)
- 男の魂 The Sea Chase (1955)
- 戦う若者たち All the Young Men (1960)
- 怪人カリガリ博士 The Cabinet of Caligari (1962)
- 暴力脱獄 Cool Hand Luke (1967)
- 戦略大作戦 Kelly's Heroes (1970)
- デス・ハント Death Hunt (1981)